# Priorberg
Priorberg ist ein Weiler, der rund 560 Meter über NN liegt. Er gehört zum Ortsteil Dettingen der Stadt Horb am Neckar und ist auch der „Hausberg der Dettinger“.
Er wurde erstmals im Jahr 790 bei einer Güterschenkung („Cozberg vom Breilerberg“) an das Kloster St. Gallen erwähnt. Auf einer Muschelkalkhochfläche gelegen, wird er auch als Priari oder Preyelberg bezeichnet. Bis zum Dreißigjährigen Krieg soll dort eine Klause der Pauliner-Eremiten bestanden haben.
Seit 1926 besitzt er auch eine Josefkapelle.
Mit seinen nur etwa 40 Bewohnern, von welchen 70 % einer landwirtschaftlichen Tätigkeit nachgehen und seinen zwei gastwirtschaftlichen Betrieben ist er ein beliebtes Ausflugsziel. Wanderer und Naturforscher sind ihren Tätigkeiten in der Flora des Weilers nachgegangen.